# Methode van de tweede afgeleide
De methode van de tweede afgeleide is in de analytische chemie een algoritme om vanuit een serie tijdens een potentiometrische titratie verzamelde meetpunten een equivalentiepunt te berekenen. Het gevolgde algoritme is algemeen geaccepteerd, strikt rekenkundig, eenvoudig in een computerprogramma te vertalen en het ondervangt de belangrijkste problemen van het grafisch bepalen van het equivalentiepunt.

## Historisch perspectief
De methode is vooral belangrijk geweest in de tijd dat geen directe koppeling mogelijk was tussen buret en potentiometer. Vanaf de tijd dat een directe koppeling mogelijk is tussen de verschillende onderdelen die in een potentiometrische titratie gebruikt worden, de buret en de pH- of potentiometer, worden pH- en redoxtitraties doorgaans uitgevoerd tot een bepaalde eindwaarde van pH of de potentiaal. De titratie gaat dan weer veel lijken op een met behulp van een indicator uitgevoerde bepaling, zonder het nadeel van de subjectieve beoordeling van het omslagpunt.

## Principe
Onderstaande tekst is geschreven bij de figuren eronder. De oorspronkelijke meetserie vormt een stijgende lijn. Vormt de oorspronkelijke meetserie een dalende lijn dan moet in alle gevallen waar in de tekst sprake is van stijgen, dalen gelezen worden en andersom.
Het idee achter deze methode voor de berekening van het equivalentiepunt is als volgt:
- In het equivalentiepunt is de verandering van het signaal (pH of potentiaal) het grootst.
- Als de verandering van het signaal het grootst is, wil dat zeggen dat de helling van de grafiek, en daarmee de afgeleide van het signaal naar het volume een uiterste waarde bereikt, is het equivalentiepunt bereikt.
- In de uiterste waarde (het equivalentiepunt, de top in curve 1) loopt de raaklijn aan de grafiek van de afgeleide horizontaal, de helling is in die uiterste waarde 0. Vlak voor de uiterste waarde stijgt de afgeleide nog, vlak erna daalt hij. In de uiterste waarde gaat de afgeleide van de afgeleide van positief (stijgende grafiek) door 0 (horizontale grafiek) naar negatief (dalende grafiek). In het equivalentiepunt is de afgeleide van de afgeleide - daarom de tweede afgeleide - dus nul.

0: Grafiek van de meetpunten
1: Grafiek van (δE/δV) of eerste afgeleide
2: Grafiek van (δ2E/δV2) of tweede afgeleide

## Rekenvoorbeeld
Bij het berekenen van de hellingen wordt de volgende formule gebruikt:
{\displaystyle helling={\frac {(Volgende\ signaalwaarde)-(Signaal\ nu)}{Afstand\ tussen\ volgende\ plek\ en\ hier}}}
In de berekeningen voor de helling van het potentiometrisch signaal gaat deze formule over in
{\displaystyle h={\frac {E_{2}-E_{1}}{V_{2}-V_{1}}}}
- De op deze manier uitgerekende helling is de gemiddelde helling tussen de twee meetpunten. De uitgerekende waarde geldt niet voor het eerste punt, want daar loopt de grafiek nog minder steil, en ook niet voor het tweede punt, want daar is de grafiek al steiler. De uitgerekende waarde wordt toegekend aan het punt halverwege de twee meetpunten.
- Op gelijksoortige manier wordt de tweede afgeleide bepaald, evenals de volumes waar de waarden van de tweede afgeleide bijhoren.
- Om het nulpunt van de tweede afgeleide te bepalen wordt aangenomen dat de tweede afgeleide tussen het laatste punt voor en het eerste punt na het equivalentiepunt een rechte lijn vormt.
- Om uiteindelijk het equivalentiepunt te berekenen wordt onderstaande formule gebruikt:

{\displaystyle Eq=V_{laatste\ voor}+(V_{eerste\ na}-V_{laatste\ voor})*({\frac {2^{e}\ afg.\ voor\ eq}{2^{e}\ afg.\ voor\ eq-2^{e}\ afg.\ na\ eq}})}
Waarin
| Eq              | = | het uit te rekenen equivalentiepunt, dat in ieder geval tussen de twee volumes ligt waartussen de eerste afgeleide een uiterste waarde bereikt. |
| Vlaatste voor   | = | Het volume dat hoort bij het laatste meetpunt voor het equivalentiepunt                                                                         |
| Veerste na      | = | Het volume dat hoort bij het eerste meetpunt na het equivalentiepunt                                                                            |
| 2e afg. voor eq | = | De uitgerekende waarde voor de tweede afgeleide vlak voor het equivalentiepunt                                                                  |
| 2e afg. na eq   | = | De uitgerekende waarde voor de tweede afgeleide direct na het equivalentiepunt.                                                                 |

| V(ml) | E(V)  | V1e afg. | 1e afg. | V2e afg. | 2e afg. | - |
| ----- | ----- | -------- | ------- | -------- | ------- | --- |
| 14,1  | 0,559 |          |         |          |         | De praktijk voor deze berekening is als volgt. - Zoek op het oog de grootste sprong op in de serie potentialen. - De grootste sprong geeft aan tussen welke twee meetpunten het equivalentiepunt moet liggen - Bouw voor twee meetpunten voor het equivalentiepunt tot 2 meetpunten na het equivalentiepunt de tabel op. - invullen van de formule levert: {\displaystyle Eq=14,5+(14,6-14,5)*\left({\frac {-1,2}{-1,2-(+0,6)}}\right)} - uitrekenen van de breuk geeft dan: {\displaystyle Eq=14,5+(14,6-14,5)*\left({\frac {-1,2}{-1,8}}\right)} - met als uiteindelijk resultaat: {\displaystyle Eq=14,56666.....ml\simeq 14,57} |
|       |       |          |         |          |         | De praktijk voor deze berekening is als volgt. - Zoek op het oog de grootste sprong op in de serie potentialen. - De grootste sprong geeft aan tussen welke twee meetpunten het equivalentiepunt moet liggen - Bouw voor twee meetpunten voor het equivalentiepunt tot 2 meetpunten na het equivalentiepunt de tabel op. - invullen van de formule levert: {\displaystyle Eq=14,5+(14,6-14,5)*\left({\frac {-1,2}{-1,2-(+0,6)}}\right)} - uitrekenen van de breuk geeft dan: {\displaystyle Eq=14,5+(14,6-14,5)*\left({\frac {-1,2}{-1,8}}\right)} - met als uiteindelijk resultaat: {\displaystyle Eq=14,56666.....ml\simeq 14,57} |
| 14,2  | 0,546 |          |         |          |         | De praktijk voor deze berekening is als volgt. - Zoek op het oog de grootste sprong op in de serie potentialen. - De grootste sprong geeft aan tussen welke twee meetpunten het equivalentiepunt moet liggen - Bouw voor twee meetpunten voor het equivalentiepunt tot 2 meetpunten na het equivalentiepunt de tabel op. - invullen van de formule levert: {\displaystyle Eq=14,5+(14,6-14,5)*\left({\frac {-1,2}{-1,2-(+0,6)}}\right)} - uitrekenen van de breuk geeft dan: {\displaystyle Eq=14,5+(14,6-14,5)*\left({\frac {-1,2}{-1,8}}\right)} - met als uiteindelijk resultaat: {\displaystyle Eq=14,56666.....ml\simeq 14,57} |
|       |       |          |         |          |         | De praktijk voor deze berekening is als volgt. - Zoek op het oog de grootste sprong op in de serie potentialen. - De grootste sprong geeft aan tussen welke twee meetpunten het equivalentiepunt moet liggen - Bouw voor twee meetpunten voor het equivalentiepunt tot 2 meetpunten na het equivalentiepunt de tabel op. - invullen van de formule levert: {\displaystyle Eq=14,5+(14,6-14,5)*\left({\frac {-1,2}{-1,2-(+0,6)}}\right)} - uitrekenen van de breuk geeft dan: {\displaystyle Eq=14,5+(14,6-14,5)*\left({\frac {-1,2}{-1,8}}\right)} - met als uiteindelijk resultaat: {\displaystyle Eq=14,56666.....ml\simeq 14,57} |
| 14,3  | 0,528 |          |         |          |         | De praktijk voor deze berekening is als volgt. - Zoek op het oog de grootste sprong op in de serie potentialen. - De grootste sprong geeft aan tussen welke twee meetpunten het equivalentiepunt moet liggen - Bouw voor twee meetpunten voor het equivalentiepunt tot 2 meetpunten na het equivalentiepunt de tabel op. - invullen van de formule levert: {\displaystyle Eq=14,5+(14,6-14,5)*\left({\frac {-1,2}{-1,2-(+0,6)}}\right)} - uitrekenen van de breuk geeft dan: {\displaystyle Eq=14,5+(14,6-14,5)*\left({\frac {-1,2}{-1,8}}\right)} - met als uiteindelijk resultaat: {\displaystyle Eq=14,56666.....ml\simeq 14,57} |
|       |       |          |         |          |         | De praktijk voor deze berekening is als volgt. - Zoek op het oog de grootste sprong op in de serie potentialen. - De grootste sprong geeft aan tussen welke twee meetpunten het equivalentiepunt moet liggen - Bouw voor twee meetpunten voor het equivalentiepunt tot 2 meetpunten na het equivalentiepunt de tabel op. - invullen van de formule levert: {\displaystyle Eq=14,5+(14,6-14,5)*\left({\frac {-1,2}{-1,2-(+0,6)}}\right)} - uitrekenen van de breuk geeft dan: {\displaystyle Eq=14,5+(14,6-14,5)*\left({\frac {-1,2}{-1,8}}\right)} - met als uiteindelijk resultaat: {\displaystyle Eq=14,56666.....ml\simeq 14,57} |
| 14,4  | 0,502 |          |         |          |         | De praktijk voor deze berekening is als volgt. - Zoek op het oog de grootste sprong op in de serie potentialen. - De grootste sprong geeft aan tussen welke twee meetpunten het equivalentiepunt moet liggen - Bouw voor twee meetpunten voor het equivalentiepunt tot 2 meetpunten na het equivalentiepunt de tabel op. - invullen van de formule levert: {\displaystyle Eq=14,5+(14,6-14,5)*\left({\frac {-1,2}{-1,2-(+0,6)}}\right)} - uitrekenen van de breuk geeft dan: {\displaystyle Eq=14,5+(14,6-14,5)*\left({\frac {-1,2}{-1,8}}\right)} - met als uiteindelijk resultaat: {\displaystyle Eq=14,56666.....ml\simeq 14,57} |
|       |       | 14.45    | - 0,59  |          |         | De praktijk voor deze berekening is als volgt. - Zoek op het oog de grootste sprong op in de serie potentialen. - De grootste sprong geeft aan tussen welke twee meetpunten het equivalentiepunt moet liggen - Bouw voor twee meetpunten voor het equivalentiepunt tot 2 meetpunten na het equivalentiepunt de tabel op. - invullen van de formule levert: {\displaystyle Eq=14,5+(14,6-14,5)*\left({\frac {-1,2}{-1,2-(+0,6)}}\right)} - uitrekenen van de breuk geeft dan: {\displaystyle Eq=14,5+(14,6-14,5)*\left({\frac {-1,2}{-1,8}}\right)} - met als uiteindelijk resultaat: {\displaystyle Eq=14,56666.....ml\simeq 14,57} |
| 14,5  | 0,443 |          |         | 14,50    | - 1,20  | De praktijk voor deze berekening is als volgt. - Zoek op het oog de grootste sprong op in de serie potentialen. - De grootste sprong geeft aan tussen welke twee meetpunten het equivalentiepunt moet liggen - Bouw voor twee meetpunten voor het equivalentiepunt tot 2 meetpunten na het equivalentiepunt de tabel op. - invullen van de formule levert: {\displaystyle Eq=14,5+(14,6-14,5)*\left({\frac {-1,2}{-1,2-(+0,6)}}\right)} - uitrekenen van de breuk geeft dan: {\displaystyle Eq=14,5+(14,6-14,5)*\left({\frac {-1,2}{-1,8}}\right)} - met als uiteindelijk resultaat: {\displaystyle Eq=14,56666.....ml\simeq 14,57} |
|       |       | 14,55    | - 0,71  |          |         | De praktijk voor deze berekening is als volgt. - Zoek op het oog de grootste sprong op in de serie potentialen. - De grootste sprong geeft aan tussen welke twee meetpunten het equivalentiepunt moet liggen - Bouw voor twee meetpunten voor het equivalentiepunt tot 2 meetpunten na het equivalentiepunt de tabel op. - invullen van de formule levert: {\displaystyle Eq=14,5+(14,6-14,5)*\left({\frac {-1,2}{-1,2-(+0,6)}}\right)} - uitrekenen van de breuk geeft dan: {\displaystyle Eq=14,5+(14,6-14,5)*\left({\frac {-1,2}{-1,8}}\right)} - met als uiteindelijk resultaat: {\displaystyle Eq=14,56666.....ml\simeq 14,57} |
| 14,6  | 0,372 |          |         | 14,60    | + 0,60  | De praktijk voor deze berekening is als volgt. - Zoek op het oog de grootste sprong op in de serie potentialen. - De grootste sprong geeft aan tussen welke twee meetpunten het equivalentiepunt moet liggen - Bouw voor twee meetpunten voor het equivalentiepunt tot 2 meetpunten na het equivalentiepunt de tabel op. - invullen van de formule levert: {\displaystyle Eq=14,5+(14,6-14,5)*\left({\frac {-1,2}{-1,2-(+0,6)}}\right)} - uitrekenen van de breuk geeft dan: {\displaystyle Eq=14,5+(14,6-14,5)*\left({\frac {-1,2}{-1,8}}\right)} - met als uiteindelijk resultaat: {\displaystyle Eq=14,56666.....ml\simeq 14,57} |
|       |       | 14,65    | - 0,65  |          |         | De praktijk voor deze berekening is als volgt. - Zoek op het oog de grootste sprong op in de serie potentialen. - De grootste sprong geeft aan tussen welke twee meetpunten het equivalentiepunt moet liggen - Bouw voor twee meetpunten voor het equivalentiepunt tot 2 meetpunten na het equivalentiepunt de tabel op. - invullen van de formule levert: {\displaystyle Eq=14,5+(14,6-14,5)*\left({\frac {-1,2}{-1,2-(+0,6)}}\right)} - uitrekenen van de breuk geeft dan: {\displaystyle Eq=14,5+(14,6-14,5)*\left({\frac {-1,2}{-1,8}}\right)} - met als uiteindelijk resultaat: {\displaystyle Eq=14,56666.....ml\simeq 14,57} |
| 14,7  | 0,307 |          |         |          |         | De praktijk voor deze berekening is als volgt. - Zoek op het oog de grootste sprong op in de serie potentialen. - De grootste sprong geeft aan tussen welke twee meetpunten het equivalentiepunt moet liggen - Bouw voor twee meetpunten voor het equivalentiepunt tot 2 meetpunten na het equivalentiepunt de tabel op. - invullen van de formule levert: {\displaystyle Eq=14,5+(14,6-14,5)*\left({\frac {-1,2}{-1,2-(+0,6)}}\right)} - uitrekenen van de breuk geeft dan: {\displaystyle Eq=14,5+(14,6-14,5)*\left({\frac {-1,2}{-1,8}}\right)} - met als uiteindelijk resultaat: {\displaystyle Eq=14,56666.....ml\simeq 14,57} |
|       |       |          |         |          |         | De praktijk voor deze berekening is als volgt. - Zoek op het oog de grootste sprong op in de serie potentialen. - De grootste sprong geeft aan tussen welke twee meetpunten het equivalentiepunt moet liggen - Bouw voor twee meetpunten voor het equivalentiepunt tot 2 meetpunten na het equivalentiepunt de tabel op. - invullen van de formule levert: {\displaystyle Eq=14,5+(14,6-14,5)*\left({\frac {-1,2}{-1,2-(+0,6)}}\right)} - uitrekenen van de breuk geeft dan: {\displaystyle Eq=14,5+(14,6-14,5)*\left({\frac {-1,2}{-1,8}}\right)} - met als uiteindelijk resultaat: {\displaystyle Eq=14,56666.....ml\simeq 14,57} |
| 14,8  | 0,287 |          |         |          |         | De praktijk voor deze berekening is als volgt. - Zoek op het oog de grootste sprong op in de serie potentialen. - De grootste sprong geeft aan tussen welke twee meetpunten het equivalentiepunt moet liggen - Bouw voor twee meetpunten voor het equivalentiepunt tot 2 meetpunten na het equivalentiepunt de tabel op. - invullen van de formule levert: {\displaystyle Eq=14,5+(14,6-14,5)*\left({\frac {-1,2}{-1,2-(+0,6)}}\right)} - uitrekenen van de breuk geeft dan: {\displaystyle Eq=14,5+(14,6-14,5)*\left({\frac {-1,2}{-1,8}}\right)} - met als uiteindelijk resultaat: {\displaystyle Eq=14,56666.....ml\simeq 14,57} |
|       |       |          |         |          |         | De praktijk voor deze berekening is als volgt. - Zoek op het oog de grootste sprong op in de serie potentialen. - De grootste sprong geeft aan tussen welke twee meetpunten het equivalentiepunt moet liggen - Bouw voor twee meetpunten voor het equivalentiepunt tot 2 meetpunten na het equivalentiepunt de tabel op. - invullen van de formule levert: {\displaystyle Eq=14,5+(14,6-14,5)*\left({\frac {-1,2}{-1,2-(+0,6)}}\right)} - uitrekenen van de breuk geeft dan: {\displaystyle Eq=14,5+(14,6-14,5)*\left({\frac {-1,2}{-1,8}}\right)} - met als uiteindelijk resultaat: {\displaystyle Eq=14,56666.....ml\simeq 14,57} |
| 14,9  | 0,273 |          |         |          |         | De praktijk voor deze berekening is als volgt. - Zoek op het oog de grootste sprong op in de serie potentialen. - De grootste sprong geeft aan tussen welke twee meetpunten het equivalentiepunt moet liggen - Bouw voor twee meetpunten voor het equivalentiepunt tot 2 meetpunten na het equivalentiepunt de tabel op. - invullen van de formule levert: {\displaystyle Eq=14,5+(14,6-14,5)*\left({\frac {-1,2}{-1,2-(+0,6)}}\right)} - uitrekenen van de breuk geeft dan: {\displaystyle Eq=14,5+(14,6-14,5)*\left({\frac {-1,2}{-1,8}}\right)} - met als uiteindelijk resultaat: {\displaystyle Eq=14,56666.....ml\simeq 14,57} |

In bovenstaand voorbeeld is de berekening voor de 2e afgeleide formeel uitgevoerd. Als de volumestappen niet steeds gelijk zijn is dat ook noodzakelijk. Zijn de volumestappen tussen de verschillende metingen wel constant, dan is het voor het rekenkundig resultaat niet noodzakelijk steeds door de stapgrootte te delen.  In het voorbeeld worden de getallen in de vierde kolom, de eerste afgeleide, door de deling een factor 10 groter.  Ook de getallen voor de 2e afgeleide, in de zesde kolom, worden een factor tien groter.  Omdat in de deling die in het laatste stuk van de formule voorkomt, deze factoren zowel in de teller als de noemer optreden, en dus tegen elkaar wegdelen, wordt in de praktijk bij gelijke stapgrootte de deling vaak achterwege gelaten.

## Nadeel van de methode van de tweede afgeleide
Tot nu toe zijn alleen de voordelen van deze manier van equivalentiepuntbepaling genoemd. Het nadeel van dit algoritme is dat het equivalentiepunt uiteindelijk slechts bepaald wordt op basis van 8 meetwaarden: 4 combinaties van een volume en de erbij horende potentiaal of pH. Dat blijkt al uit bovenstaand schema. In onderstaand schema is het aantal keren dat een meetwaarde bijdraagt aan tussenresultaten en het equivalentiepunt geteld. Om herkenning makkelijker te maken zijn de volumes A, C, E en G gelabeld, de erbij horende potentialen B, D, F en H. In onderstaande tabel zijn ook de in het eindresultaat meewegende getallen uit bovenstaande tabel weergegeven.
|   | V(ml) |   | E(V)  |    | V1e afg. |      | 1e afg. |      | V2e afg. |            | 2e afg. |
| - | ----- | - | ----- | -- | -------- | ---- | ------- | ---- | -------- | ---------- | ------- |
| A | 14,4  | B | 0,502 |    |          |      |         |      |          |            |         |
|   |       |   |       | AC | 14.45    | ABCD | - 4.90  |      |          |            |         |
| C | 14,5  | D | 0,453 |    |          |      |         | AC2E | 14.50    | A2BC4D2E2F | - 32.0  |
|   |       |   |       | CE | 14.55    | CDEF | - 8.10  |      |          |            |         |
| E | 14,6  | F | 0,362 |    |          |      |         | CE2G | 14.60    | C2DE4F2G2H | + 26.0  |
|   |       |   |       | EG | 14.65    | EFGH | - 5.50  |      |          |            |         |
| G | 14,7  | H | 0,307 |    |          |      |         |      |          |            |         |

Invullen, nu zonder de getallen in de rekenformule geeft ten slotte:
{\displaystyle Eq=C+(E-C)*({\frac {A_{2}BC_{4}D_{2}E_{2}F}{A_{2}BC_{4}D_{2}E_{2}F-C_{2}DE_{4}F_{2}G_{2}H}})}
Voor het equivalentiepunt levert dat op:
{\displaystyle A_{4}B_{2}C_{12}D_{5}E_{9}F_{4}G_{2}H}
In het totaal wordt er 12 keer gebruikgemaakt van de volume-aflezing van het laatste meetpunt voor het equivalentiepunt (van de 38 keer dat een meetwaarde wordt gebruikt), dat wil zeggen, ruim 30%. Ondanks het grote aantal meetwaarden hangt de betrouwbaarheid van het uiteindelijke antwoord dus sterk af van de betrouwbaarheid van slechts één meetwaarde.
Om dit euvel op te lossen is door de Noor Gran de Gran's plot ontwikkeld.

## Verwijzingen in de tekst
1. ↑  Er is alleen gekeken naar het aantal keren dat de meetwaarde bijdraagt, niet naar het effect op de betrouwbaarheid.